# Melania Gabbiadini

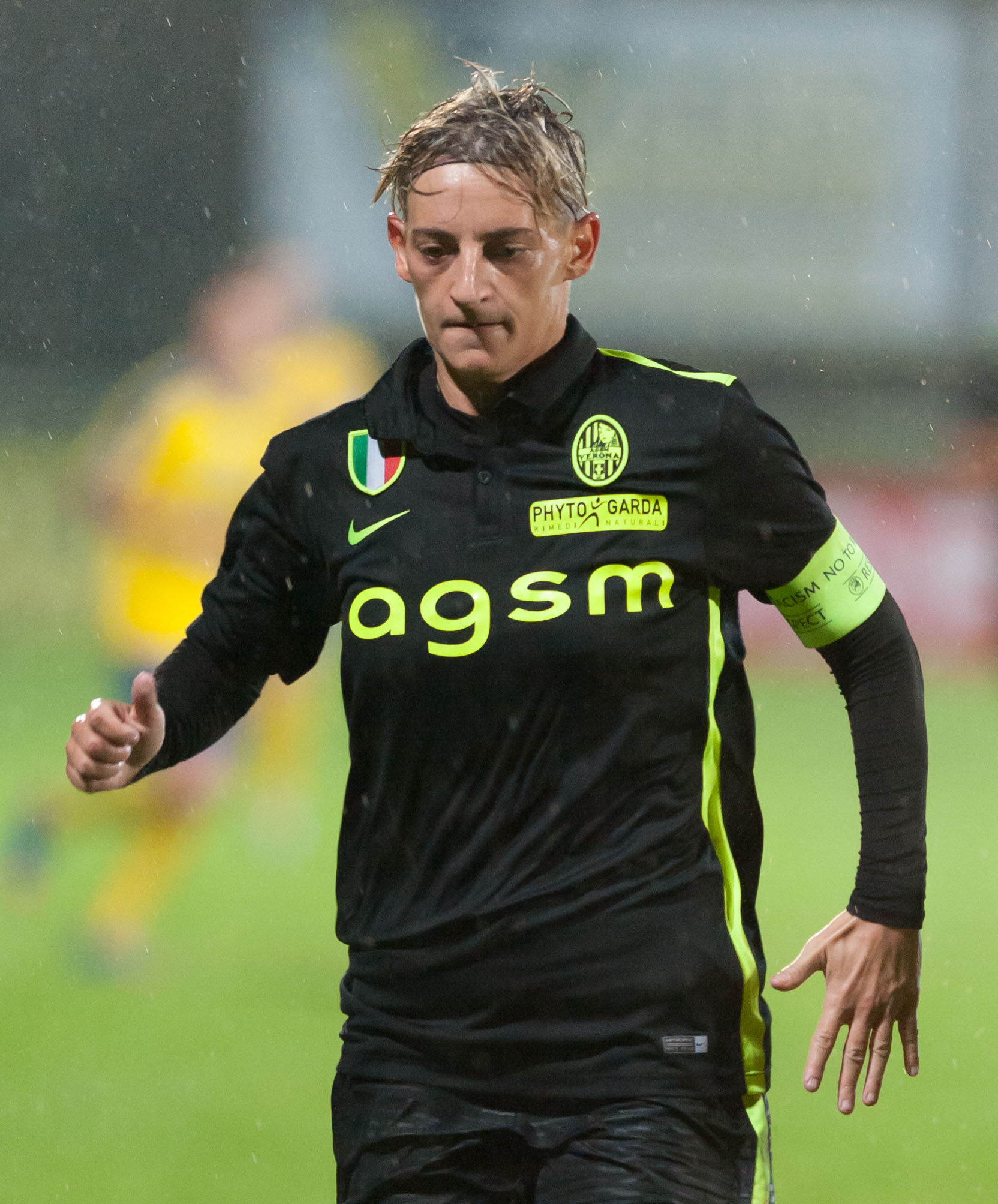
Melania Gabbiadini, 2015

Melania Gabbiadini (* 28. August 1983 in Calcinate) ist eine ehemalige italienische Fußballspielerin. Die Stürmerin stand zuletzt beim Verein ASD CF Bardolino unter Vertrag und spielte für die italienische Nationalmannschaft, deren Mannschaftskapitänin sie bis Mitte 2017 war.
Gabbiadini spielte zwischen 2000 und 2004 für Atalanta Bergamo. Von 2004 bis 2017 spielte sie für Bardolino und gewann fünfmal die italienische Meisterschaft und zweimal den italienischen Pokal. 2007 und 2008 belegte sie den zweiten Platz in der Torjägerliste der Serie A.
Ihr erstes Länderspiel absolvierte Gabbiadini am 16. April 2003 bei einem Spiel gegen die Niederlande. Sie nahm an den Europameisterschaften 2005, 2009, 2013 und 2017 teil. Am 22. November 2014 bestritt sie beim WM 2015-Qualifikation Playoff-Finale gegen die Niederlande ihr 100. Länderspiel. Nach der EM 2017, bei der sie mit der italienischen Mannschaft in der Vorrunde ausschied, beendete sie ihre Nationalmannschaftskarriere mit 114 Länderspielen.

## Auszeichnungen
- Wahl in das All-Star-Team der EM 2013
- Pallone Azzurro: 2016
- 2016: Aufnahme in die Hall of Fame des italienischen Fußballs[3]
- Fußballerin des Jahres der Serie A: 2012, 2013, 2014, 2015